# 塔恩河畔米尔普瓦
塔恩河畔米尔普瓦（法語：Mirepoix-sur-Tarn，法語發音：[miʁpwa syʁ taʁn]）是法国上加龙省的一个市镇，属于图卢兹区。

## 地理
塔恩河畔米尔普瓦（43°48'48"N, 1°34'17"E）面积5.46 平方千米，位于法国奧克西塔尼大區上加龙省，该省份为法国西南部内陆省份，西南端与西班牙接壤，自此顺时针与上比利牛斯省、热尔省、塔恩-加龙省、塔恩省、奥德省和阿列日省接壤。
与塔恩河畔米尔普瓦接壤的市镇（或旧市镇、城区）包括：蒙瓦朗、罗克莫尔、贝西耶尔、塔恩河畔莱拉克、塔恩河畔拉马格德莱娜。

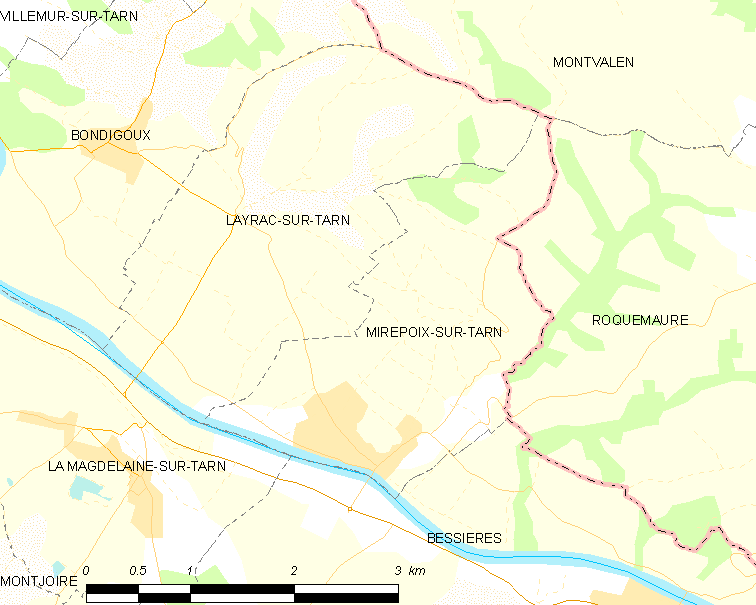
塔恩河畔米尔普瓦的OSM定位图

塔恩河畔米尔普瓦的时区为UTC+01:00、UTC+02:00（夏令时）。

## 行政
塔恩河畔米尔普瓦的邮政编码为31340，INSEE市镇编码为31346。

## 政治
塔恩河畔米尔普瓦所属的省级选区为塔恩河畔维勒米尔县。

## 人口

1962-2008年间塔恩河畔米尔普瓦人口变化图示

塔恩河畔米尔普瓦于2022年1月1日时的人口数量为1132人。

## 图集

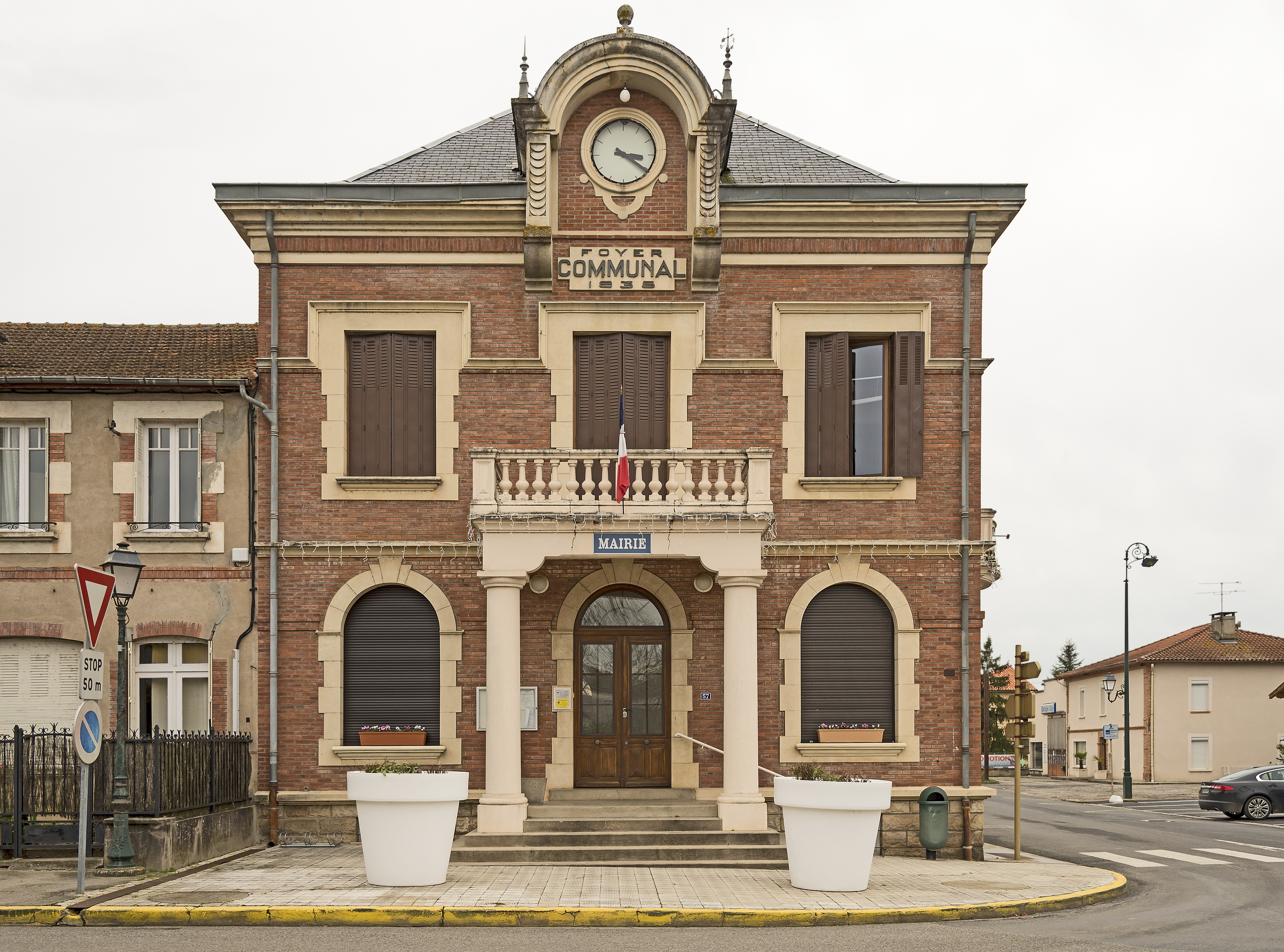
市政厅
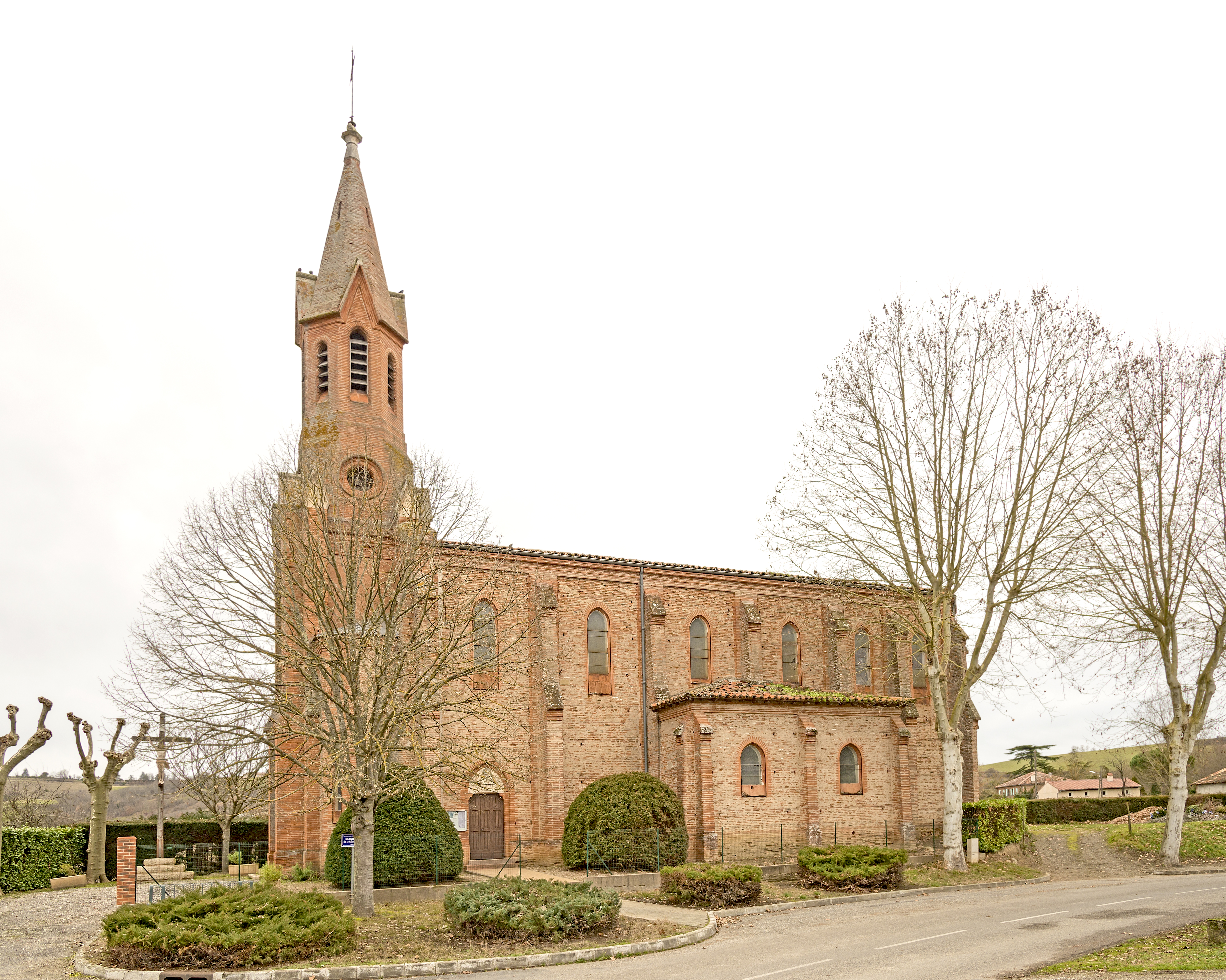
教堂